# Étienne Laget
Pour les articles homonymes, voir Laget.
Jean Étienne Laget dit Étienne Laget (21 novembre 1896, Arles - 15 janvier 1990, Arles) est un peintre arlésien dont les sujets de prédilection concernent des thèmes régionaux : arlésiennes, gitans et chevaux, mais aussi la Provence, la Savoie, l'Alsace et le Nord. Il a illustré de nombreux livres, affiches et céramiques.
Son style très reconnaissable se caractérise par des motifs simples, un dessin très lisible souligné au trait noir, et des couleurs en aplats. 
Il a travaillé notamment pour la Manufacture de faïences de Quimper Henriot.
En 1954, 1958, 1970 et 1974, il figure au jury pour l'élection de la reine d'Arles.

## Inspirations
Dans son ouvrage sur David Dellepiane, Françoise-Albane Beudon estime qu'Étienne Laget s'était inspiré du répertoire du peintre arlésien Léo Lelée pour l'élaboration de ses santons.

## Tableaux
- Village alpin du Vaucluse, réalisé à la gouache.
- Cavalier Cheval camarguais, gouache.
- Chevaux en Camargue, huile sur toile.
- Les Baux de Provence, aquarelle.

## Faïences de Henriot Quimper

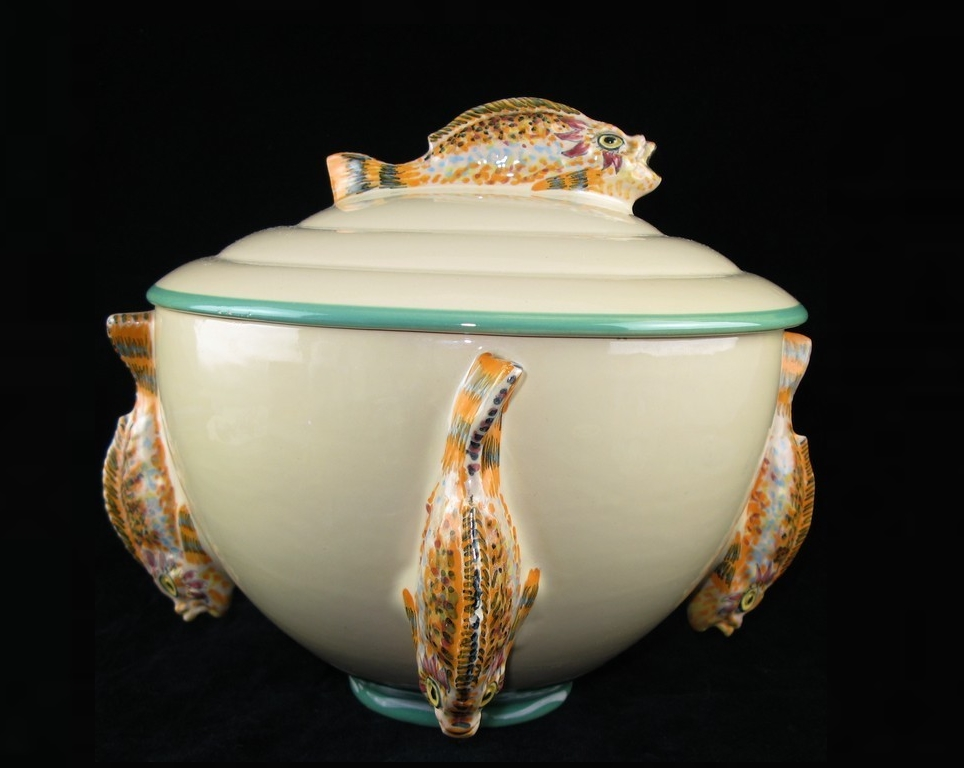
Soupière Henriot par Étienne Laget, début XXe siècle.

- Soupière Henriot, début du XXe siècle.
- Assiette décorative : Faïence folklorique.
- Des ensembles de Faïence folklorique comportent le monogramme JH pour Jules Henriot (au lieu de Henriot Quimper) à côté de la signature d'Étienne Laget qui se différencient pour les propres éditions d’Étienne Laget.
- Service à bouillabaisse qui comprend notamment une soupière décorée de nombreuses rascasses ainsi que des plats et services finement décorés. et une poissonnière.
- Service à poissons Henriot des années 1950.
- Service de la mer décoré aux araignées de mer. Un pigment vert sert à représenter les yeux du crabe. Les assiettes ne sont exactement ronds pour évoquer l'animal.
- Service de mer aux assiettes anguilles, en relief, qui sont déformées au niveau des nageoires.
- Service à huîtres.
- Ramoneur d'Évian, assiette décorative.
- Pichet ramoneur d'Aix-les-Bains.

## Illustration de livres
- Arles et ses environs, 1926, de J. Bourrilly, illustrations d’Étienne Laget[4].

## Fonds iconographique Étienne Laget
Le musée de la Camargue, situé à Arles, a rassemblé un fonds de 1208 photos et cartes postales, sources d'inspiration du peintre et aquarelliste Étienne Laget, ainsi que des estampes et peintures, plus particulièrement sur le les chevaux et les pèlerinages aux Saintes-Maries-de-la-Mer qui datent des années 50 et 60.

## Hommage
Une rue Étienne-Laget à Arles lui rend hommageDurant l'été 2023, une exposition "Étienne Laget, photos retrouvées" est organisée par la galerie "La Maison" 9 Place de la Croisière Arles pour lui rendre hommage. Celle-ci recueille des photos de gitans des années 50 et 60 prises par le peintre arlésien et retrouvées en 1991 au fond de son atelier rue Gambetta.